# 言慧珠
言慧珠（1919年10月5日—1966年9月10日），原名義來，學名仲明，乳名二妞。女，蒙古旗人后裔，祖籍北京，京劇、昆曲演員。

## 生平
父親是民初京劇四大鬚生之一的言菊朋，言慧珠在姐妹中排行第二，另有兄长言少朋、弟言小朋、姐言慧英、妹言慧兰。受父亲影响，言慧珠自幼喜欢看京剧。1929年入北京丞相胡同小學讀書，春明女子中學高中肄業。1937年到1938年间，师从琴师徐兰沅，并跟朱桂芳学习舞蹈身段和把子功、「九陣風」閻嵐秋學武旦和刀馬旦。1939年演《扈家莊》而走红。1940年，与家人合演影片《三娘教子》，其他参演影片包括《逃婚》、《红楼二尤》等影片。1943年在上海拜梅蘭芳為師。曾与影星白云结婚（一说同居”）。
1949年5月27日，中共军队占领上海。1953年，参加上海代表团赴朝鲜的慰问演出。回国后言慧珠将朝鲜名剧《春香传》改编，演出获好评。言慧珠还对越剧《梁山伯与祝英台》进行改编，并在中国大戏院成功演出。后言慧珠成立了“言剧团”，并购置了华园。而在当时的剧团国营风潮中，言慧珠公开表示不感兴趣。1954年，言慧珠试图参加体制改革后的北京京剧团，未果后，被分派到北京京剧四团，受排挤，《春香传》被停演。其参加演出的梅兰芳艺术影片拍摄被删除。1955年3月初，言慧珠服安眠药自杀，被救活。1956年5月，加入上海京剧院，与李玉茹、童芷苓均为二级演员。在此后的一年时间里，言慧珠只演出了十三场戏。
1957年5月，整风运动开始，言慧珠在座谈会上发出了“我要演戏，让我演戏”的心声，并随后刊登于5月9日的《文汇报》，此后她收到了许多读者来信，并于5月28日在文汇报发表了《给亲爱的观众的一封信》，透露要学习昆曲。5月19日到6月中旬，言慧珠与叶盛兰在北京合演了多部剧目，此后她告别了京剧。同年言慧珠调任上海市戏曲学校副校长，当时任校长的是俞振飞。6月，中国政治进入“反右”阶段，上海文艺界在文化广场收听毛泽东《关于正确处理人民内部矛盾的问题》的传达后，言慧珠等人被点名。在俞振飞、许思言的帮助下，在10月的美琪大剧院召开的上海文艺界大会上，言慧珠作了长篇检讨，上海市文化局局长徐平羽认为“检查很深刻，态度也很好，戴不上右派分子的帽子”。1957年7月10日，《人民日报》刊登了言慧珠的发言《陈仁炳的鬼把戏》，陈在鸣放期间，曾代表民盟市委组织文艺界召开座谈会。1958年，言慧珠参加中国艺术代表团，对欧洲十国进行访问，她连演八十多场《百花赠剑》。1959年9月底，言慧珠和俞振飞在北京演出昆曲《墙头马上》，获成功。1960年，言慧珠与俞振飞在上海再婚。1964年底，言慧珠饰演现代京剧《沙家浜》中的阿庆嫂。
1966年6月1日，人民日报发表社论《横扫一切牛鬼蛇神》，戏曲学校开始贴大字报、大批判，言慧珠和俞振飞两人身上前后都被刷浆糊、贴满标语、大字报，并被安排扫厕所。9月1日、2日，他们的住所华园被抄家，言慧珠积蓄多年的财产被抄走，包括几十枚钻戒、翡翠、美元、十八斤金条、六万元存折，家里的设施被严重破坏。言慧珠曾数次分别将三千元现金交付亲友，但亲友迫于压力即上交给学校。9月10日晚，言慧珠将十岁的儿子言清卿托付给俞振飞后，在卫生间悬梁自尽，留下了三封遗书。当时结论称其“自绝于人民”。

## 外部連結
- YouTube上的《牡丹婷‧遊園》，梅蘭芳、言慧珠演出，1960年，CCTV
- YouTube上的《牆頭馬上》，言慧珠、俞振飛演出，1963年，CCTV
- YouTube上的《讓徐州》，言慧珠演唱，CCTV
- YouTube上的《霸王別姬》，言慧珠演唱，CCTV
- 京剧中的“坤旦”──言慧珠（页面存档备份，存于） 簡介，史冬莲 著，CCTV國際頻道2005年8月11日
- 上海地方誌辦公室言慧珠（页面存档备份，存于） 簡介